# Conclave d'octobre 1978

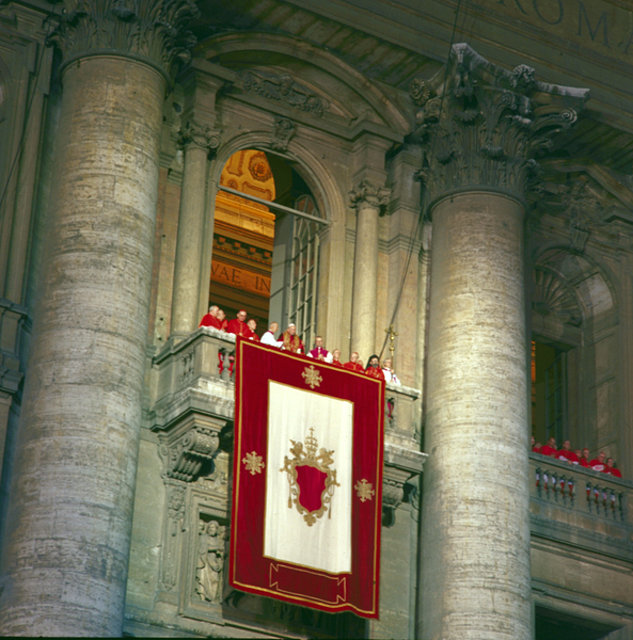
Première apparition du nouveau pape Jean-Paul II à l'issue du conclave.

Le conclave d'octobre 1978 est convoqué après la mort soudaine et imprévue du pape Jean-Paul Ier le 28 septembre 1978, seulement trente-trois jours après son élection. Lorsque le Collège cardinalice avait élu Jean-Paul Ier le 26 août de la même année, les cardinaux pensaient que ce dernier règnerait au moins pendant une décennie. Au lieu de cela, ils se virent dans l'obligation de procéder à une nouvelle élection au bout de seulement six semaines. Le conclave qui eut lieu pour élire un successeur à Jean-Paul Ier débute le 14 octobre 1978 pour finir deux jours plus tard, le 16 octobre, après huit tours de scrutin. Les cardinaux élirent le cardinal Karol Wojtyła, alors archevêque de Cracovie, en tant que nouveau pape. Ce dernier accepta son élection et prit le nom de règne pontifical de Jean-Paul II. Ainsi, 1978 est la dernière année des trois papes en date. 
Il s'agit de la première élection d'un pape polonais et la première élection d'un pape non italien depuis celle d'Adrien VI en 1522.

## LesPapabili

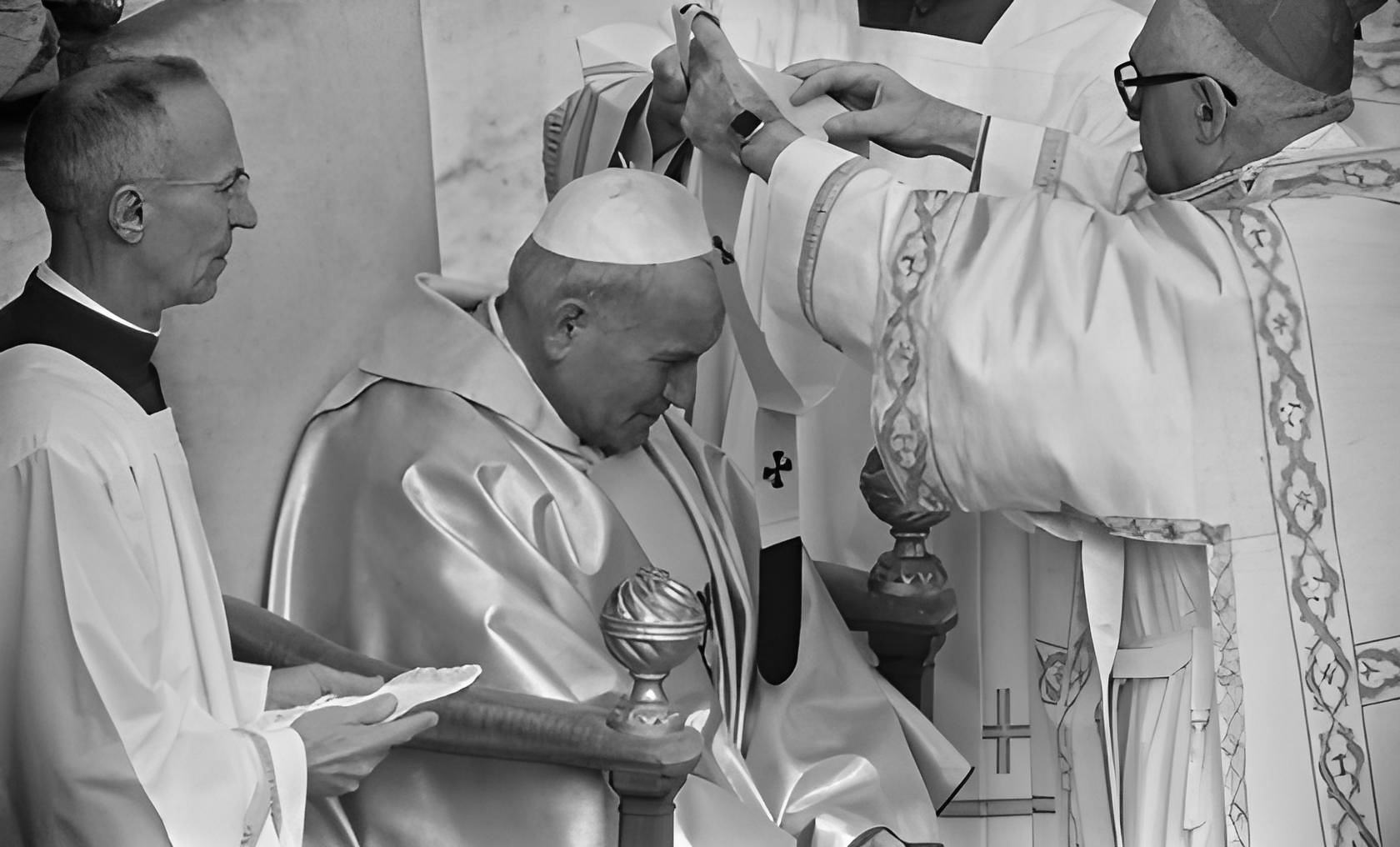
Jean-Paul II reçoit le pallium papal lors de l'inauguration de son pontificat le 22 octobre 1978.

Le 14 octobre 1978, dix jours après les funérailles de Jean-Paul Ier, les portes de la chapelle Sixtine furent condamnées et le conclave débuta. Les débats au sein du Collège de cardinaux devaient faire émerger deux candidats sérieux à la papauté : le conservateur Giuseppe Siri, archevêque de Gênes, et le plus libéral Giovanni Benelli, archevêque de Florence et proche collaborateur du pape défunt Jean-Paul Ier.
Les partisans de Benelli étaient confiants quant à l'issue du scrutin. En effet, selon la majorité des cardinaux italiens, ce dernier était le seul à pouvoir contrer la candidature du cardinal Siri, trop conservateur aux yeux de beaucoup. Or, Benelli avait largement contribué à l'élection de Jean-Paul Ier ; aussi, l'archevêque de Florence considéra-t-il son élection comme probable. Lors des premiers tours, Benelli arrivait en tête avec jusqu'à neuf votes d'avance sur son principal opposant. Mais l'ampleur de l'opposition à ces deux papabili rendait pratiquement impossible l'élection de ces deux cardinaux avec la majorité requise de plus des deux-tiers des voix.

## Le déroulement du conclave et le rôle des cardinaux allemands
Pour débloquer la situation, le cardinal Franz König, l'influent et respecté archevêque de Vienne, soutenu par les cardinaux allemands, suggéra au Sacré Collège un candidat de compromis : le cardinal polonais Karol Józef Wojtyła, que König connaissait et auquel il portait une forte admiration. Le cardinal autrichien était à la fois proche des cardinaux polonais, neutralité autrichienne oblige, et des cardinaux allemands. Or, ceux-ci connaissaient bien les cardinaux issus des pays du Tiers-Monde parce qu'ils y accomplissaient une œuvre caritative importante (hôpitaux, dispensaires, écoles, etc.) : en effet, l'Église allemande disposait de moyens financiers considérables grâce à l'impôt ecclésiastique auquel sont soumis tous les Allemands. Forts de leur influence les cardinaux allemands et autrichiens firent alors ouvertement campagne pour le cardinal polonais.
Dès lors, des ralliements s'exprimèrent : des cardinaux partisans de Siri, Stefan Wyszyński, la plupart des cardinaux américains (emmenés par John Krol, lui-même d'origine polonaise), ainsi qu'un certain nombre d'autres cardinaux modérés. Wojtyła finit par l'emporter sur Benelli (qui était le candidat pour qui Wojtyła avait voté lors des premiers tours) lors du huitième tour de scrutin au troisième jour du conclave, avec, selon la presse italienne, 99 votes sur les 111 cardinaux-électeurs. Il accepta son élection avec ces mots : « En obéissance à la foi du Christ, mon Seigneur, et avec confiance en la Mère du Christ et en l’Église, en dépit de grandes difficultés, je l'accepte ». Il envisagea de prendre le nom de Stanislas (l'évangélisateur de la Pologne) [citation nécessaire], mais comme le cardinal Wyszyński l'en dissuadait fortement, il prit, en hommage à ses trois prédécesseurs immédiats le nom de règne pontifical de Jean-Paul II. Il devint le premier pape non italien depuis l'élection du pape néerlandais Adrien VI, qui avait régné sur l’Église catholique de 1522 à 1523.
À 18 h 18, de la fumée blanche sortit de la cheminée de la chapelle Sixtine, signifiant au monde entier l'élection d'un nouveau pape. Au moment où le protodiacre Pericle Felici, visiblement ému, prononça la traditionnelle formule latine Habemus Papam (« Annuntio vobis gaudium magnum: Habemus papam! Eminentissimum ac reverendissimum dominum, dominum Carolum, sanctæ romanæ Ecclesiæ cardinalem, Wojtyła, qui sibi nomen imposuit Ioannis Pauli ».) au balcon de la basilique Saint-Pierre de Rome, une certaine incompréhension parcourut la foule présente sur la place.
En effet, lorsque Felici prononça le prénom du nouveau pape, certains pensèrent dans un premier temps à l'élection du doyen du Collège des cardinaux, Carlo Confalonieri (qui n'avait pas pris part au conclave étant frappé par la limite d'âge) ; mais en entendant son nom de famille, d'autres pensèrent que le pape élu était d'origine africaine ou japonaise.[citation nécessaire] La confusion grandit lorsqu'un reporter italien prononça le mot Polacco (« polonais ») ce qui fit penser que le pape élu était Ugo Poletti, le vicaire de Rome, en raison d'une consonance proche.[citation nécessaire] Jean-Paul II apparut au balcon à 19 h 15, et, en se tenant à la balustrade, il réalisa un précédent en délivrant un premier discours avant sa bénédiction urbi et orbi :
« Loué soit Jésus-Christ.
Très chers frères et sœurs,
nous sommes encore tout attristés par la mort de notre très aimé pape Jean-Paul Ier. Et voilà que les éminents cardinaux ont appelé un nouvel évêque de Rome. Ils l'ont appelé d'un pays lointain, lointain, mais toujours si proche par la communion dans la foi et la Tradition chrétienne. J'ai eu peur en recevant cette nomination, mais je l’ai fait en esprit d’obéissance à Notre-Seigneur Jésus-Christ et de confiance totale à sa Mère, la Très Sainte Vierge.
Je ne sais si je peux bien m'expliquer dans votre..., dans notre langue italienne. Si je me trompe, vous me corrigerez. Et voilà, je me présente à vous tous, pour confesser notre foi commune, notre espérance, notre confiance en la Mère du Christ et de l'Église, et aussi pour recommencer de nouveau sur cette route de l’histoire et de l’Église, avec l’aide de Dieu, et avec l'aide des hommes. »
Dans ce discours, prononcé en italien, Jean-Paul II commit une faute de langage. En effet, il dit : « ...se mi sbaglio mi corigerete! » (ce qui signifie, en transposant l'erreur de conjugaison : « si je me trompe, vous me corrègerez ! » alors qu'il aurait été correct de dire : « mi correggerete. »). Cette faute, si elle n'était pas intentionnelle, du moins permit elle de voir ses efforts largement appréciés et il gagna immédiatement la sympathie de la foule et d'une partie des commentateurs amusés de voir un pape s'acceptant comme non infaillible.
Le conclave d'octobre 1978 est le dernier conclave du XXe siècle. Le conclave suivant eut lieu à la mort de Jean-Paul II en 2005.

## Les cardinaux lors du conclave d'octobre 1978
John Joseph Wright, qui n'avait pas participé au conclave d'août, était présent à celui d'octobre. Malgré la mort du pape, le collège cardinalice comprenait donc 111 cardinaux, comme en août. La liste des cardinaux pouvant prendre part au vote est restée la même entre les deux conclaves car les deux cardinaux morts depuis août (Valerian Gracias, en septembre et Bolesław Filipiak le jour de l'ouverture du conclave) étaient déjà trop faibles pour participer au conclave d'août et que le pape Jean-Paul Ier, mort seulement trente-trois jours après son élection, n'avait pas créé de nouveaux cardinaux. De plus, aucun des cardinaux ayant participé au conclave d'août ne fêta ses 80 ans entre son élection et la tenue du second conclave, le 14 octobre. Outre ces 111 cardinaux électeurs, les cardinaux âgés de plus de 80 ans au moment de la mort du pape Paul VI le 6 août 1978, conformément au motu proprio Ingravescentem aetatem, du 21 novembre 1970 et de la Constitution apostolique Romano Pontifici Eligendo du 1er octobre 1975 étaient présents mais non votant. Ils étaient 15 dont 5 nommés par Pie XII et 4 par Jean XXIII.

### Cardinaux non électeurs créés par lepapePie XII
- 18 février 1946
  - Carlos Carmelo de Vasconcelos Motta, archevêque d'Aparecida
  - Josef Frings, ancien archevêque de Cologne
  - Antonio Caggiano, ancien archevêque de Buenos Aires
- 12 janvier 1953
  - James Francis McIntyre, ancien archevêque de Los Angeles
  - Alfredo Ottaviani, préfet emeritus de la Congrégation pour la doctrine de la foi

### Cardinaux non électeurs créés par lepapeJean XXIII
- 15 décembre 1958
  - Carlo Confalonieri, évêque d'Ostie et de Palestrina, archiprêtre de la Basilique libérienne, et doyen du Sacré Collège
  - Antonio María Barbieri, O.F.M., Cap. ancien archevêque de Montevideo
  - Alberto di Jorio
- 14 décembre 1959
  - Paolo Marella, évêque suburbain de Porto et de Sainte-Rufine, archiprêtre de la Basilique du Vatican, et vice-doyen du Sacré Collège

### Cardinaux non électeurs créés par lepapePaul VI
- 22 février 1965
  - Josyf Slipyj, archevêque majeur de Lviv en Ukraine[3]
  - Lawrence Joseph Shehan, ancien archevêque de Baltimore
- 26 juin 1967
  - Patrick O’Boyle, ancien archevêque de Washington
  - Pietro Parente
- 28 avril 1969
  - Miguel Darío Miranda y Gómez, ancien archevêque de Mexico
- 5 mars 1973
  - Ferdinando Giuseppe Antonelli, O.F.M